# كولينيي (أين)
كولينيي (بالفرنسية: Coligny)‏ هي بلدية فرنسية تقع في إقليم الأين في فرنسا. رمز إنسي لها هو:1108. أما الرمز البريدي لها فهو: 1270.